# Die Gespensteruhr
Die Gespensteruhr (Alternativtitel: Blaue Wasser) ist ein Kriminalfilm von 1916 der Filmreihe Joe Deebs.

## Handlung
Joe Deebs entlarvt den Verwalter des Schlossherrn als dessen Mörder.
Eine ausführliche Inhaltsbeschreibung steht im „Film-Katalog der Saison 1916/17 der Kinematographischen Rundschau, Wien“ auf S. 1–8.

## Hintergrund
Produziert wurde er der fünfaktige Film von May Film (F-Nr. 5), der Firma von Joe May. Die Polizei Berlin erließ im November 1915 ein Jugendverbot, sie verbot ihn ebenso für die Dauer des Krieges (Nr. 38649, Nr. 102895/15). Nach Umarbeitung wurde er aber 1916 erneut zensiert und zugelassen, sodass er Premiere am 10. März 1916 im Tauentzienpalast in Berlin hatte. Die Polizei München verbot die Ankündigung als Detektivfilm (Nr. 20424, 20425, 20426, 20427).

## Aufführung
Die Gespensteruhr lief am 3. November 1916 in Dresden in den Prinzeß-Lichtspielen (auch Prinzess-Theater), Prager Straße 52 am Dresdner Hauptbahnhof.